# Sonneck
Sonneck – szczyt w pasmie Kaisergebirge, części Północnych Alp Wapiennych. Leży w Austrii w kraju związkowym Tyrol. Sąsiaduje z Treffauer. Szczyt można zdobyć ze schronisk Anton-Karg-Haus (829 m) i Kaindlhütte (1318 m).